# 오다 유지
오다 유지(일본어: 織田 裕二, 1967년 12월 13일 ~ )는 가나가와현 가와사키시 다마구 출신인 일본을 대표하는 남자 배우이자 가수이다.

## 개략
1987년 4월 25일에 영화 《쇼난폭주족》(湘南爆走族)으로 배우, 가수로서 동시에 데뷔했다. 이 작품의 성공으로 단번에 이름을 알리지만, 이후 계속 불량 소년 역할만 주로 맡게 되었다. 그러다가 1989년 NHK 3부작 드라마 《19세》에서 연기력을 인정받고, 1991년 드라마 《도쿄 러브스토리》로 국민적인 스타로 발돋움 했다.
드라마 《돈이 없어!》, 《춤추는 대수사선》, 《라스트 크리스마스》나 영화 《춤추는 대수사선》, 《화이트아웃》, 《T.R.Y.》 등이 대표작이다.
본인이 출연하는 작품의 주제곡을 부르는 경우가 많은데, 《돈이 없어!》의 주제곡 〈OVER THE TROUBLE〉이나 《춤추는 대수사선》의 〈Love Somebody〉가 대표적이다.
또한 1997년부터 지금까지 오랜 기간동안 TBS에서 세계육상선수권대회의 메인 캐스터로 활약하고 있다.

## 인물
- 중학교 1학년 때부터 고등학교 1학년 때까지 테니스부 소속이었지만, 무릎 부상으로 그만두었다. 이것을 계기로 "Deps"[2]라는 이름의 밴드를 만들고, 거기서 기타를 담당했다. 딱 한 번 뿐이었던 밴드 공연에서 스카우트가 되어 연예계에 들어가게 되었다[3].
- 1987년 4월에 영화 《쇼난폭주족》의 오디션에서 수만 명의 참가자 중 이시카와 역에 발탁되어 데뷔하였다. 이 때 오토바이 면허가 없었는데, 영화 촬영을 위해서 취득했다.
- 1991년 후지 TV 드라마 《도쿄 러브스토리》의 주인공 나가오 칸지 역을 맡으면서 큰 인기를 끌었다. "월요일 밤, OL이 거리에서 사라졌다"고 할 정도의 인기였다. 그러나 오다 자신은 드라마 반으로 가면서 원작과 각본과 자신의 이미지의 차이로 힘들었다고 한다.
- 처음에는 트렌디한 느낌과 아이돌 색이 강했기 때문에 주로 20대 여성층에게 인기를 얻었다. 하지만 코미디 영화 《졸업 여행 일본에서 왔습니다》나 남성적인 색채가 강한 드라마 《뒤돌아보면 녀석이 있다》 등에도 출연하고, 특히 《춤추는 대수사선》으로 남녀 노소를 불문하고 폭넓은 인기를 얻게 되어 배우로서 확고한 지위를 구축했다.
- 2001년 드라마 《로켓보이》 촬영 중, 지병이던 추간판 탈출증이 악화되어 입원하게 되면서 촬영이 중단되고, 이 드라마는 단축 편성되게 되었다.
- 2007년 12월 13일 《탈선자》라는 책을 출판했다.
- 지명도에 비해 이성 교제 관련 보도가 거의 없었다. 그러다가 2010년 일반인 여성과 결혼하였다.

## 기타
- 친분이 있는 연예인으로 배우 이시구로 켄, 배우 에구치 요스케, 배우 마토바 코지, V6의 이노하라 요시히코, SMAP의 카토리 싱고 등이 있다.
- 와카마츠 세츠로 감독, 니시타니 히로시 감독, 모토히로 카츠유키 감독과도 친분이 있다.
- 대본에 필기를 많이 했으나 언젠가 한 번 대본을 도둑맞은 뒤로는 덜 적게 되었다고 한다[3].

## 주요 출연작 및 음반

### 드라마
- 《모모이로학원도시선언!!》(桃色学園都市宣言!!, 1987년10월 - 1988년 3월) - 카와다공업고등학교 전기과 불량그룹의 리더 역
- 《프로골퍼 레이코》 (プロゴルファー祈子, 1987년10월 - 1988년4월) - 아키바 키요시 역
- 《북의 해협》 (北の海峡, 1988) - 사카가미 야스오 역
- 《눈물 일기》 (涙日記, 1988)
- 《풍운! 에도의 새벽》 (風雲!江戸の夜明け, 1989) - 도쿠가와 이에미쓰 역
- 《19세》[4] (19歳, 1989) - 무라카미 타이스케 역
- 《방해해서 미안!》 (邪魔してゴメン!, 1989) - 오다 유지 역
- 《마마하하 부기》 (ママハハ・ブギ, 1989) - 미즈타니 마코토 역
- 《그녀석이 트러블》 (あいつがトラブル, 1989년 12월 - 1990년 3월)
- 《졸업》 (卒業, 1990) - 주연 요시자와 사토시 역
- 《예비교 부기》 (予備校ブギ, 1990) - 타치바나 카오루 역
- 《기묘한 이야기》 (世にも奇妙な物語, 1990년 5월 3일)
- 《도쿄 러브스토리》 (東京ラブストーリー, 1991) - 나가오 칸지 역
- 《첫사랑의 살인자》(初恋の殺人者, 1991년 7월 26일 금요드라마극장) - 사이키 아키라 역
- 《실록 범죄사 시리즈 신설・삼억엔사건》 (実録犯罪史シリーズ 新説・三億円事件, 1991년 12월 27일) - 주연 오오바 마코토 역
- 《그 날의 나를 찾아서》 (あの日の僕をさがして, 1992) - 주연 코가 모리오 역
- 《뒤돌아보면 녀석이 있다》 (振り返れば奴がいる, 1993) - 주연 시바 코타로 역
- 《멋진걸까 인생은》 (素晴らしきかな人生, 1993) - 시바키 미츠구 역
- 《돈이 없어!》 (お金がない!, 1994) - 주연 하기와라 켄타로 역 (주제곡「OVER THE TROUBLE」도 담당)
- 《정의는 이긴다》 (正義は勝つ, 1995) - 주연 타카오카 쥰페이 역 (주제곡 「愛までもうすぐだから」도 담당)
- 《한낮의 달》 (真昼の月, 1996) - 주연 토가시 나오키 역
- 《춤추는 대수사선》 (踊る大捜査線, 1997) - 주연 아오시마 슌사쿠 역 (주제곡 「Love Somebody」도 담당)
- 《사랑은 서두르지 않고》 (戀はあせらず, 1998) - 주연 캰 아키라 역 (주제곡 「Shake it UP」도 담당)
- 《로켓보이》 (ロケットボーイ, 2001) - 주연 코바야시 신페이 역 (주제곡 「空のむこうまで」도 담당)
- 《한밤중의 비》 (真夜中の雨, 2002) - 토쿠라 타카시 역 (주제곡 「そんなもんだろう」도 담당)
- 《라스트 크리스마스》 (ラストクリスマス, 2004) - 주연 하루키 켄지 역 (주제곡 「ウェイク・ミー・アップ・ゴー！ゴー！」도 담당)
- 《농담이 아니야!》 (冗談じゃない!, 2007) - 주연 타카무라 케이타 역 (주제곡 「Hug,Hug」도 담당)
- 《태양과 바다의 교실》 (太陽と海の教室, 2008) - 주연 사쿠라이 사쿠타로 역 (주제곡 「君の瞳に恋してる」도 담당)
- 《외교관 쿠로다 코사쿠》 (外交官 黒田康作, 2011) - 쿠로다 코사쿠 역
- 《오, 마이 대드!!》 (Oh,My Dad!!, 2013) - 주연 신카이 켄이치 역
- 《기적의 교실》 (奇跡の教室, 2014년 6월 28일) - 주연
- 《주가폭락》 (株価暴落, 2014) 주연 반도 히로시 역

### 영화
- 《쇼난폭주족》(湘南爆走族, 1987)[5] - 이시카와 아키라 역
- 《사랑은 크로스오버》 (愛はクロスオーバー, 1987) - 카와무라 유지 역
- 《격돌》[6](激突, 1989)
- 《그녀가 수영복으로 갈아입으면》 (彼女が水着にきがえたら, 1989) - 요시오카 후미오 역
- 《베스트 가이》 (ベストガイ, 1989) - 카지타니 히데오 역
- 《취직 전선 이상 없음》 (就職戦線異状なし, 1991) - 오오하라 타케오 역
- 《물결의 수만큼 꼭 껴안아》 (波の数だけ抱きしめて, 1991) - 코스기 마사아키 역
- 《엔젤~나의 노래는 너의 노래》 (エンジェル～僕の歌は君の歌, 1991) - 오오카와 타츠히코 역
- 《졸업 여행, 일본에서 왔습니다》 (卒業旅行 ニホンから来ました, 1993) - 미키 야스오 역
- 《들어라, 파도의 소리》 (きけ、わだつみの声, 1995) - 카츠무라 히로시 (소위) 역
- 《춤추는 대수사선 THE MOVIE 완간서 사상 최악의 사흘간》 (踊る大捜査線 THE MOVIE 湾岸署史上最悪の3日間, 1998) - 아오시마 슌사쿠 역
- 《화이트아웃》 (ホワイトアウト, 2000) - 토가시 테루오 역
- 《T.R.Y.》 (2002) - 이자와 슈 역
- 《춤추는 대수사선 THE MOVIE 2 레인보우 브릿지를 봉쇄하라!》 (踊る大捜査線 THE MOVIE 2 レインボーブリッジを封鎖せよ!, 2003) - 아오시마 슌사쿠 역
- 《현청의 별》 (県庁の星, 2006) - 노무라 사토시 역
- 《츠바키 산쥬로》 (椿三十郎, 2007) - 츠바키 산쥬로 역
- 《아말피 여신의 보수》 (アマルフィ 女神の報酬, 2009) - 쿠로다 코사쿠 역
- 《춤추는 대수사선 THE MOVIE 3 녀석들을 해방하라!》 (踊る大捜査線 THE MOVIE 3 ヤツらを解放せよ!, 2010) - 아오시마 슌사쿠 역
- 《안달루시아 여신의 보복》 (アンダルシア 女神の報復, 2011) - 쿠로다 코사쿠 역
- 《춤추는 대수사선 THE FINAL 새로운 희망》 (踊る大捜査線 THE FINAL 新たなる希望, 2012) - 아오시마 슌사쿠 역

### 싱글
- BOOM BOOM BOOM / Hold You Tight (1987)
- 週末だけは少年 (주말만은 소년, 1989)
- 歌えなかったラヴ・ソング (노래할 수 없던 러브 송, 1991)
- 現在、この瞬間から (현재 이 순간부터, 1991)
- Happy Birthday (1992)
- KODO～鼓動～ (고동, 1992)
- あの夏が聴こえる (그 여름이 들린다, 1992)
- 決心 (결심, 1993)
- OVER THE TROUBLE (1994) - 드라마 《돈이 없어!》 주제가
- Never Rain / 失くしかけた約束 (Never Rain / 잃어간 약속, 1994)
- 愛までもうすぐだから (사랑까지 금방이니까, 1995) - 드라마 《정의는 이긴다!》 주제가
- Mirage (1996) - CF 산텐제약 ‘산테 FX’ 이미지송
- Love Somebody (1997) - 드라마 《춤추는 대수사선》 주제가
- Over and Over Again / FLY HIGH (1997) - TBS 「세계 육상 아테네 대회」테마 송
- Freedom (1998) - CF 스즈키 짐니 와이드 이미지송
- Shake it Up (1998) - 드라마 《사랑은 서두르지 않고》 주제가
- Love Somebody - CINEMA Version (1998) - 영화 《춤추는 대수사선 THE MOVIE》 주제가
- SOMETHING TO SAY (1999)
- Together (1999) - TBS 「세계 육상 스페인 대회」테마 송
- 空のむこうまで (하늘의 저쪽까지, 2001) - 드라마 《로켓보이》 주제가
- 今、ここに君はいる (지금 여기에 당신이 있어, 2001) - TBS 「세계 육상 2001 캐나다」테마 송
- そんなもんだろう (그런 것이겠지, 2002) - 드라마 《한밤중 비》 주제가
- 리마스터드 12 cm MAXI 싱글 「Love Somebody」}} (2003)
- Love Somebody CINEMA Version II (2003) - 영화 《춤추는 대수사선 THE MOVIE2 - 레인보우 브릿지를 봉쇄하라》 주제가
- Last Christmas/Wake Me Up Go! Go! (2004) - 드라마 《라스트 크리스마스》 주제가
- Hug,Hug (2007) - 드라마 《농담이 아니야!》 주제가
- All My Treasures (2007) - 2007 오사카 세계육상선수권대회 공식주제가
- FEEL LIVE (2007) - JRA(일본마사회) CM송
- 君の瞳に恋してる (2008) - 드라마 《태양과 바다의 교실》 주제가

### 정규앨범
- On The Road (1991)
- 逆風 (역풍, 1991)
- SINGLES (1991)
- KODO～鼓動～ (고동, 1992)
- 決心 (결심, 1993)
- Screen Play (1994)
- 織田裕二　THE BEST (1995)
- River (1995)
- Stay Here (1996)
- STAY HERE + 2 (1997)
- Shake!! (1998)
- THE BEST TRACKS (1998)
- My Pocket (1999)
- SECRET RENDEZ - VOUS (2000)
- Hot & Sweet-Sour Soup - BEST of LOVE SONG (2001)
- 11Colors (2003)
- ありがとう (2007)
- Best of Best (2008)

## 수상 경력
- 베스트 드레서 시상식 (1991년, 1999년)
- 베스트 청바지 수상 (1992년)
- 일본 아카데미 우수 남우주연상 (1998년, 2001년, 2004년)
- 유익 영화상 최우수 남우주연상 (2000년)
- 제18회 골든글로스 특별상 수상 (2000년)
- 제43회 블루 리본상 최우수 남우주연상 (2001년)
- 제48회 아시아 태평양 영화제 최우수 남우주연상 (2003년)
- 일간 스포츠 영화 대상 이시하라 유지로 수상 (2000년 '화이트 아웃', 2003년 '춤추는 대수 사선 THE MOVIE 2 레인보우 브릿지를 봉쇄하라!)
- 제23회 후지모토상 수상[7]

## 같이 보기
- 손창민 - 《T.R.Y.》에 함께 출연했다.
- 차게 앤 아스카 - 드라마 《뒤돌아보면 녀석이 있다》 주제가 〈YAH YAH YAH〉를 노래하여, 200만 장이 넘은 판매를 기록했다. 아스카는 오다의 〈そんなもんだろう (그런 것이겠지)〉도 작사 작곡했다.
- 오다 가즈마사 - 드라마 《도쿄 러브스토리》 주제가 〈ラブストーリーは突然に (러브 스토리는 돌연히)〉를 노래하여, 270만 장이 넘은 판매를 기록했다.